# Annemarie Podlipny-Hehn
Annemarie Podlipny-Hehn (* 20. Februar 1938 in Lovrin, Königreich Rumänien) ist eine rumäniendeutsche Kunsthistorikerin und Schriftstellerin.

## Leben
Annemarie Hehn besuchte die Grundschule in Sânnicolau Mare und anschließend (1952 bis 1956) die Deutsche Pädagogische Lehranstalt in Timișoara. In den Jahren 1956 bis 1961 absolvierte sie das Studium der Germanistik und Romanistik an der West-Universität Timișoara und arbeitete von 1961 bis 1964 als Deutschlehrerin in Orțișoara und in Gărâna. Seit ihrer Heirat mit Julius Podlipny trägt sie den Doppelnamen Podlipny-Hehn. 1964 bis 1991 war sie in Timișoara Kustodin der Kunstabteilung des Banater Museums. 1990 promovierte sie zum Dr. phil.
In dieser Zeit betätigte sie sich auch als Malerin und stellte ihre Werke 1968 erstmals in Timișoara aus, danach zeigte sie ihre Bilder in mehreren Gruppenausstellungen in Timișoara und Bukarest. Als Journalistin beschäftigte sie sich vorwiegend mit Fragen der Kunstgeschichte und Kunstkritik, veröffentlichte aber auch Beiträge über Volkskunde und Literatur. Sie veröffentlichte Arbeiten über die banatschwäbischen Maler und bildenden Künstler Stefan Jäger, Franz Ferch, Julius Podlipny, Hildegard Kremper-Fackner, Oskar Szuhanek und Adolf Humborg, darunter in mehreren deutschsprachigen Publikationen Rumäniens wie Neue Literatur, Neuer Weg, Neue Banater Zeitung, Allgemeine Deutsche Zeitung für Rumänien und Karpatenrundschau.
1992 gründete Podlipny-Hehn den Literaturkreis Stafette. Der Literaturkreis hat das Ziel, junge deutschsprachige Talente im Banat zu fördern, hauptsächlich Autoren der deutschsprachigen Abteilung des Nikolaus Lenau Lyzeums und der Germanistikabteilung der West-Universität. Mit ihren Studenten unternahm sie zahlreiche Auslandsreisen, so nach Ungarn, wo sie einen regen Austausch mit den ungarndeutschen Autoren aus Budapest und Pécs pflegte, und in die Bundesrepublik Deutschland, wo sie wiederholt in Baden-Württemberg (unter anderem im Donauschwäbischen Zentralmuseum in Ulm), aber auch in Berlin las. In Sachsen nahm sie Kontakt zu Vertretern der Sorben auf. Ihr Wirken spiegelt sich in den von ihr herausgegebenen zwölf Anthologien des Stafette-Literaturkreises wider. Annemarie Podlipny-Hehn ist die Schwester der in Ulm lebenden Schriftstellerin Ilse Hehn.

## Veröffentlichungen
Zu den Buchveröffentlichungen von Annemarie Podlipny-Hehn gehören:
- Stefan Jäger. Kriterion-Verlag, Bukarest, 1972. DNB 122205820.
- Franz Ferch. Kriterion-Verlag, Bukarest, 1975. DNB 770465692.
- Banater Malerei vom 18. bis zum 20. Jahrhundert. Kriterion-Verlag, Bukarest, 1984.
- Julius Podlipny. Kriterion-Verlag, Bukarest, 1987. DNB 910803811.
- Nikolaus Lenau in Rumänien. Eine Bilddokumentation. Kriterion-Verlag, Bukarest, 1. Auflage 1988, DNB 890853215; 2. Auflage 1991, ISBN 9789732602928.
- Hildegard Kremper-Fackner. Eine Künstlerin aus dem Banat. Landsmannschaft der Banater Schwaben München (Hrsg.). München, 1991. DNB 930396340.
- Wir waren Zeugen. Temeswar 1989/1990. Südostdeutsches Kulturwerk, München, 1991. ISBN 3-88356-080-4.
- Oskar Szuhanek. Mit 64 Abbildungen auf Tafeln. Kriterion-Verlag, Bukarest, 1995. ISBN 973-26-0258-9.
- Adolf Humborg. Ein Banater Maler zwischen Biedermeier und Realismus. Katalog zur Ausstellung der Landsmannschaft der Banater Schwaben. Stiftung Gerhart-Hauptmann-Haus, Düsseldorf, 1997. ISBN 978-3-00-001718-6.
- Werte aller Zeiten. Kunstgeschichtliche und kritische Studien und Beiträge. Kriterion-Verlag, Bukarest, 1998.
- Oskar Walter Cisek. Ein Essay. Kriterion-Verlag, Bukarest, 1999.
- Carmen Sylva. Cosmopolitan Art Verlag, Timișoara, 2001. ISBN 9789738145283.
- Ferdinand Gallas. Cosmopolitan Art Verlag, Timișoara, 2002.
- Die Deutschen im Banat. Cosmopolitan Art Verlag, Timișoara, 2004.
- Temeswar – Timișoara. Cosmopolitan Art Verlag, Timișoara, 2008. ISBN 9789738903463.
- DA-SEIN. Cosmopolitan Art Verlag, Timișoara, 2010. ISBN 978-973-8903-71-5.
- Künstlerkataloge und Ausstellungskataloge
- Studien und Abhandlungen zu Themen der Kunstgeschichte, Literatur und Volkskunde
- Herausgeberin der jährlichen „Stafette“-Sammelbände u. a. Anthologien und Bücher

## Auszeichnungen
Für ihre Arbeit wurde Annemarie Podlipny-Hehn vielfach ausgezeichnet:
- 1996 Sonderpreis des Rumänischen Schriftstellerverbandes Timișoara
- 1999 Ehrenpreis des Rumänischen Schriftstellerverbandes Timișoara
- 1993 Forschungsstipendium des Deutschen Akademischen Austauschdienstes in Deutschland
- 1993 Ehrendiplom der Timișoaraer Filiale des rumänischen Schriftstellerverbandes und der Zeitschrift Orizont
- 1997 Sonderpreis des Timișoaraer Schriftstellerverbandes
- 1998 Stefan-Jäger-Ehrenmedaille der AMG-Stiftung
- 1998 Ehrenmedaille des Banater Museums
- 1998 Ehrendiplom des Demokratischen Forums der Deutschen im Banat
- 2002 Ehrendiplom der Universität Banatul aus Timișoara
- 2002 Nationaler Ritterorden für treue Dienste
- 2004 Exzellenz-Preis des Rumänischen Schriftstellerverbandes Timișoara
- 2004 Ehrenmedaille in Silber der Stadt Timișoara

## Mitgliedschaften
Annemarie Podlipny-Hehn ist Mitglied in mehreren Verbänden und Organisationen:
- Mitglied des Rumänischen Schriftstellerverbandes
- Mitglied des Literaturkreises Adam Müller-Guttenbrunn
- Gründungsmitglied und Leiterin des Literaturkreises Stafette
- Mitglied der Deutschen Schiller-Gesellschaft
- Mitglied der Germanisten-Gesellschaft Rumäniens
- Mitglied der Internationalen Lenau-Gesellschaft
- Mitglied der Künstlergilde in Esslingen
- Mitglied des Kulturverbandes der Deutschen aus dem Banat
- 1990 Vorstandsmitglied des Demokratischen Forums der Deutschen im Banat
- 2005–2007 Vorsitzende des Demokratischen Forums der Deutschen in Temeswar
- Kulturreferentin im Weltdachverband der Donauschwaben
- Vorstandsmitglied des Schriftstellerverbandes Rumänien, Filiale Timișoara
- Vizepräsidentin der Europäischen Union Banat, Rumänien.